# Жёны Генриха VIII
У короля Англии Генриха VIII было шесть жён в период с июня 1509 до самой его смерти в январе 1547 года. Чтобы было проще запоминать, что было с его жёнами, люди используют такую фразу: развод → казнь → смерть → развод → казнь → выжившая. Ниже представлен список всех жён Генриха.

## Хронология
Список жён Генриха в хронологическом порядке:
| № | Имя                                      | Продолжительность брака                                    | Судьба брака                              | Судьба жены |
| - | ---------------------------------------- | ---------------------------------------------------------- | ----------------------------------------- | --- |
| 1 | Екатерина Арагонская (Кэтрин Арагонская) | 11 июня 1509 — 23 мая 1533 (23 года, 11 месяцев, 12 дней)  | Разведены                                 | Умерла 7 января 1536. Мать королевы Марии I.                                                                              |
| 2 | Анна Болейн                              | 28 мая 1533 — 17 мая 1536 (2 года, 11 месяцев, 19 дней)    | Разведены (через 2 дня Анна была казнена) | Казнена 19 мая 1536 в Лондонском Тауэре. Мать Елизаветы I.                                                                |
| 3 | Джейн Сеймур                             | 30 мая 1536 — 24 октября 1537 (1 год, 4 месяца, 24 дня)    | Закончился смертью Джейн                  | Джейн умерла 24 октября 1537 из-за осложнений во время родов спустя 2 недели после рождения сына. Мать Эдуарда VI.        |
| 4 | Анна Клевская                            | 6 января 1540 — 12 июля 1540 (6 месяцев, 6 дней)           | Разведены                                 | Умерла 16 июля 1557. |
| 5 | Екатерина Говард (Кэтрин Говард)         | 28 июля 1540 — 13 февраля 1542 (1 год, 6 месяцев, 16 дней) | Закончился казнью Екатерины               | Казнена 13 февраля 1542 (в пятницу, 13) в Лондонском Тауэре.                                                              |
| 6 | Екатерина Парр (Кэтрин Парр)             | 12 июля 1543 — 28 января 1547 (3 года, 6 месяцев, 16 дней) | Закончился смертью Генриха                | Пережила Генриха, ещё раз вышла замуж за Томаса Сеймура (родной брат Джейн, третьей жены Генриха) Умерла 5 сентября 1548. |

Первый брак Генриха с Екатериной Арагонской продлился 24 года, а остальные — менее 5 лет
Анна Болейн и Екатерина Говард были двоюродными сёстрами и обе были казнены из-за обвинений в супружеской измене. Джейн Сеймур была троюродной сестрой Болейн и Говард. Несколько жён Генриха работали на службе у другой жены, обычно в качестве фрейлин: Болейн служила Арагонской, Сеймур служила Арагонской и Болейн, а Говард служила Клевской.

## Екатерина Арагонская

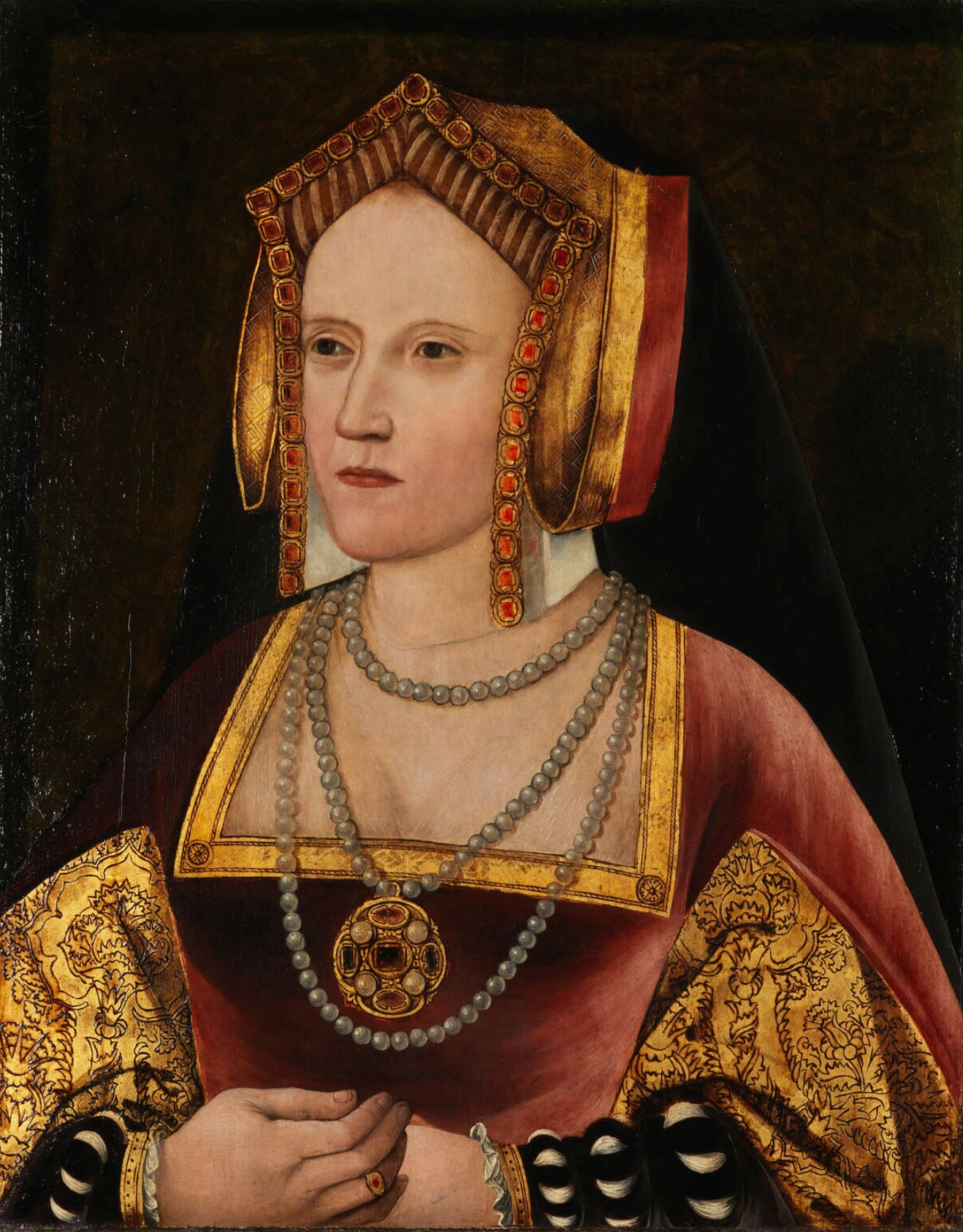
Портрет Екатерины Арагонской

Екатерина Арагонская (16 декабря 1485 — 7 января 1536; исп. Catalina de Aragón) была первой женой Генриха. В современных источниках её имя чаще всего пишется как Кэтрин, хотя она писала и подписывала своё имя буквой «К», которая в то время была общепринятой орфографией в Англии.
Екатерина изначально была замужем за Артуром, старшим братом Генриха. После смерти Артура в 1502 (ему было 15) было получено разрешение Папы Римского, позволяющее ей выйти замуж за Генриха, хотя брак не состоялся до тех пор, пока он не стал королём. Екатерина забеременела в 1510 году, но девочка родилась мёртвой. Она снова забеременела в 1511 и родила Генриха, герцога Корнуолла, который умер через два месяца. Она родила мертворождённого мальчика в 1513 году и ещё одного мальчика, который умер через несколько часов после родов в 1515. Наконец, в 1516 она родила здоровую дочь Марию.
На протяжении всего этого брака у Генриха были романы с несколькими любовницами, в том числе с Марией Болейн — дочерью Томаса Болейна, английского посла во Франции. Позднее Генрих обратил внимание на её младшую сестру Анну Болейн, назначив её фрейлиной Екатерины. В отличие от своей сестры, Анна отказалась стать его любовницей. Генрих написал много любовных писем Анне. К концу 1520-х годов стало ясно, что Екатерина (тогда ей было за 40) больше не будет рожать детей, и Генрих, все более отчаянно нуждавшийся в законном сыне, изо всех сил захотел жениться на Анне.
Генрих, в то время католик, просил у Папы одобрения аннулирования на том основании, что Екатерина сначала была женой его брата. Он использовал отрывок из Ветхого Завета (Левит, глава 20, стих 21): «Если кто возьмёт жену брата своего, то это нечистота; он открыл наготу брата своего; они останутся бездетными». Несмотря на отказ Папы их развести, Генрих расстался с Екатериной в 1531 году. Он приказал высшему церковному сановнику Англии Томасу Кранмеру, архиепископу Кентерберийскому, созвать суд. 23 мая 1533 Кранмер признал брак с Екатериной недействительным. 28 мая 1533 года он объявил короля женатым на Анне (с которой Генрих уже тайно обменялся свадебными клятвами). Это привело к отделению Англии от Римско-католической церкви и созданию местной англиканской церкви.
Вскоре после женитьбы на Анне Болейн Генрих больше не желал видиться с Екатериной. Она больше не видела ни Генриха, ни свою дочь Марию.
Шекспир в пьесе «Генрих VIII» назвал Екатерину «царицей земных цариц» (2.4.138).

## Анна Болейн

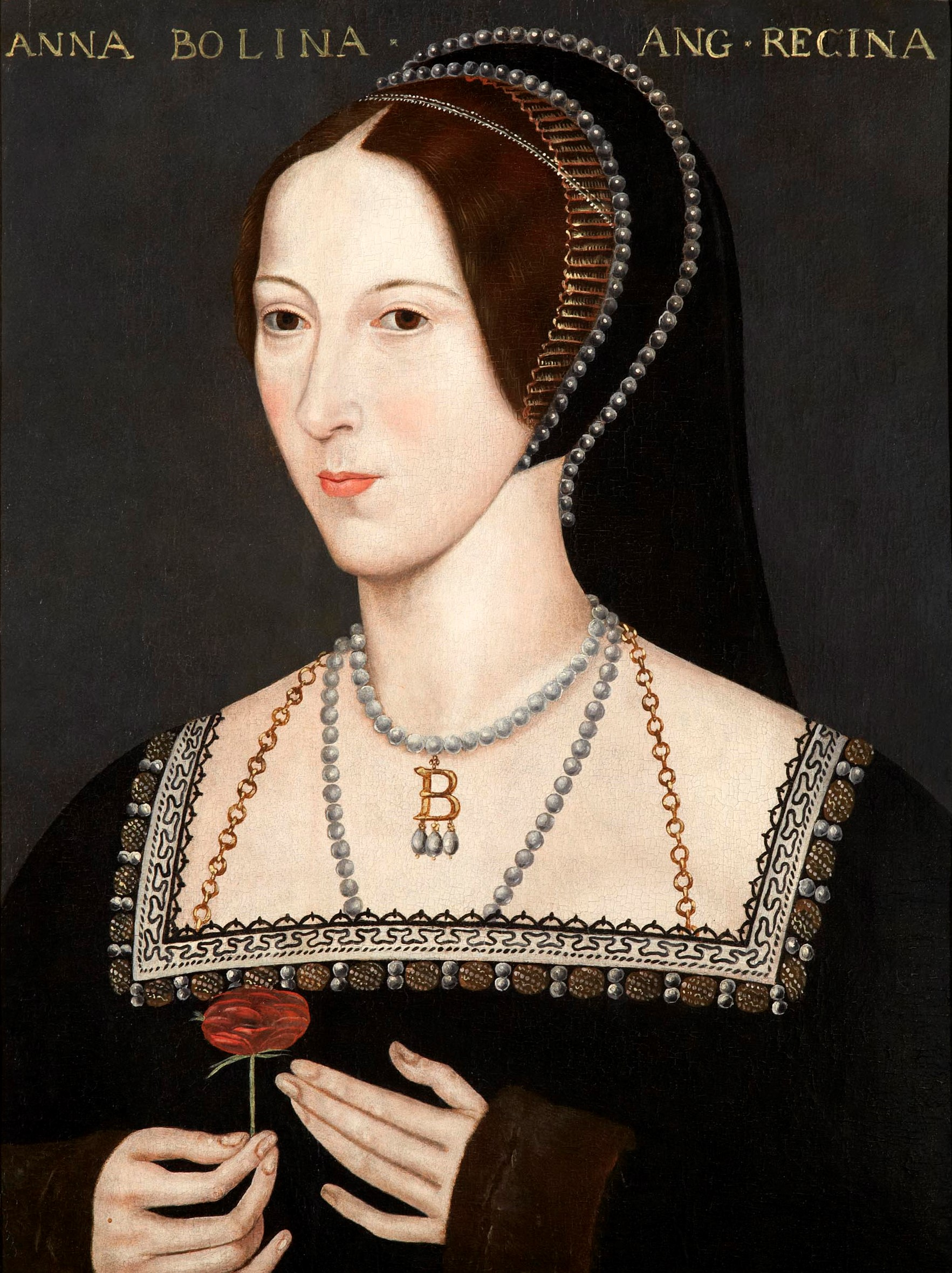
Анна Болейн

Анна Болейн (ок. 1507 — 19 мая 1536) была второй женой Генриха и матерью Елизаветы I. Женитьба Генриха на Анне и её казнь сделали её ключевой фигурой в политических и религиозных потрясениях в начале английской Реформации. Она была дочерью Томаса Болейна и Элизабет Болейн (урождённая леди Элизабет Говард), и она была более благородного происхождения, чем Джейн Сеймур, будущая следующая жена Генриха. Она была темноволосой, с красивыми чертами лица и живыми манерами; она получила образование в Европе. Она изучала французский язык и прожила там часть своей жизни. Она была в основном фрейлиной королевы Франции Клод.
Анна сопротивлялась попыткам короля соблазнить её письмами и отказывалась стать его любовницей. Вскоре это стало единственной объективной причиной короля добиться развода со своей женой Екатериной Арагонской, чтобы он смог жениться на Анне. Он написал любовное письмо, свидетельствующее об определённом уровне близости между ними, в котором он восхищается её «симпатичными уточками» (грудью). В конце концов стало ясно, что Папа Климент VII вряд ли даст королю аннулирование, поэтому Генрих начал разрушать власть католической церкви в Англии из-за нынешней одержимости Анной Болейн.
Генри уволил его лорда-канцлера — кардинала Вулси с государственной должности, а позже назначил капеллана семьи Болейн Томаса Кранмера архиепископом Кентерберийским. В 1533 Генрих и Анна прошли тайную свадебную службу. Вскоре она забеременела, и 25 января 1533 в Лондоне состоялась вторая публичная свадебная служба. 23 мая 1533 Кранмер объявил брак Генриха и Екатерины недействительным. Пять дней спустя Кранмер объявил брак Генриха и Анны успешным и действительным. Вскоре после этого Папа вынес приговоры об отлучении от церкви Генриха и Кранмера. Генрих отнесся к этому с пренебрежением. В результате брака Анны с королем англиканская церковь была вынуждена порвать с Римом и перешла под контроль короля. Анна была коронована как королева-консорт Англии 1 июня 1533 года, а 7 сентября она родила Генриху вторую дочь Елизавету. Ей не удалось родить наследника мужского пола, её единственный сын родился мертвым. Генрих устал от Анны и ждал сына, которого она не смогла родить. Генрих аннулировал их брак. Генрих искал другую любовницу, а Томас Кромвель (преемник Уолси) придумывал приговор, чтобы казнить её.
Несмотря на неубедительные доказательства, она была признана виновной в отношениях со своим братом Джорджем Болейном и 19 мая 1536 года была казнена за прелюбодеяние, инцест и государственную измену. После коронации Елизаветы I Анна почиталась как мученица и героиня английской Реформации. На протяжении веков она вдохновляла или упоминалась в многочисленных художественных и культурных произведениях.

## Джейн Сеймур

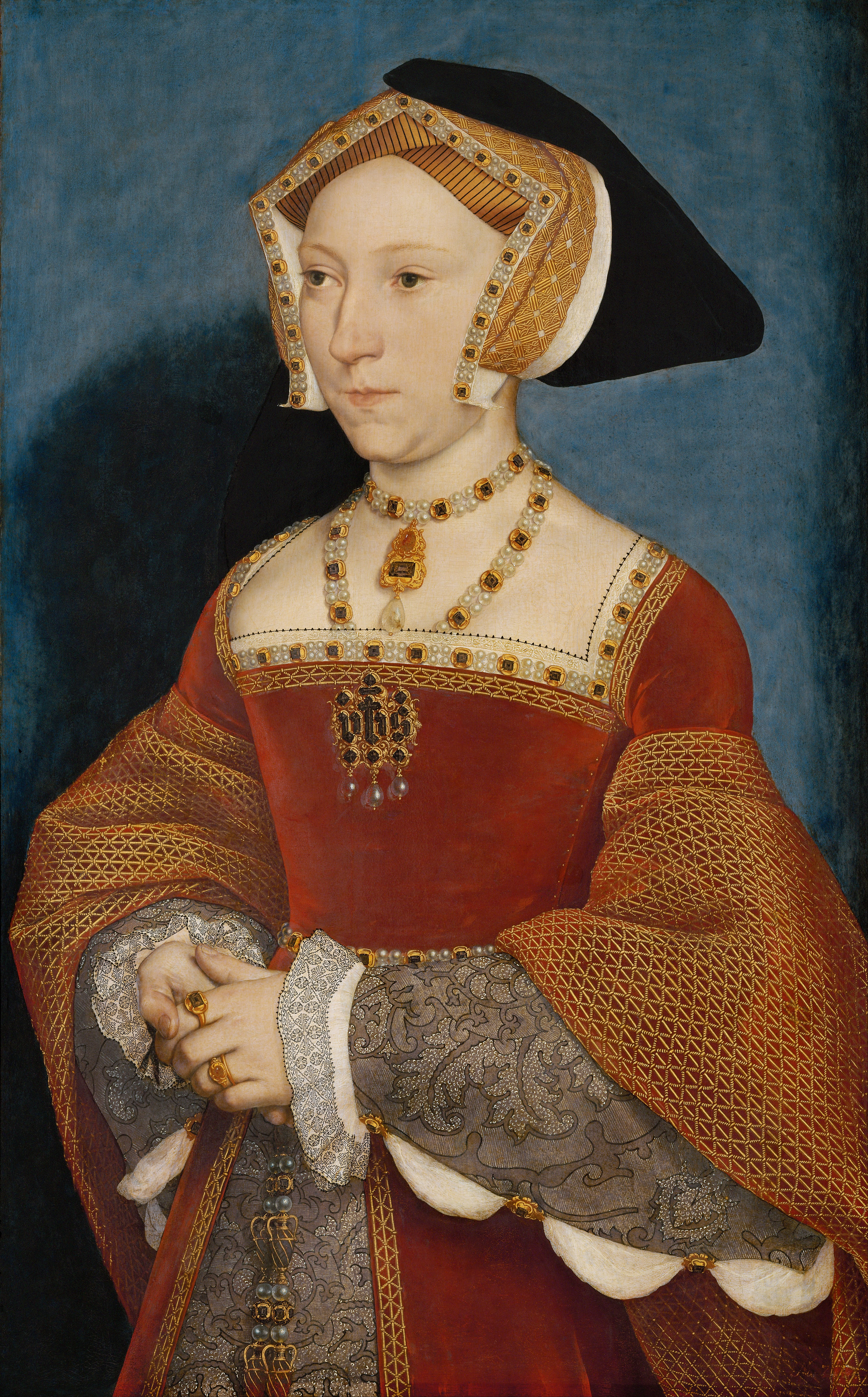
Джейн Сеймур

Джейн Сеймур (ок.  1508 — 24 октября 1537) была третьей женой Генриха. Она служила фрейлиной Екатерине Арагонской и была одной из фрейлин Анны Болейн.
Джейн — дочь сэра Джона Сеймура, рыцаря, и Маргарет Уэнтворт.
Джейн вышла замуж за Генриха VIII 20 мая 1536 года во дворце Уайтхолл в Лондоне, на следующий день после казни Анны Болейн. Через полтора года после свадьбы Джейн родила наследника мужского пола Эдуарда, но через 2 недели умерла от послеродовых осложнений. Джейн была единственной женой, похороненной как королева. Генрих решил, что после своей смерти он должен быть похоронен рядом с Джейн в часовне Святого Георгия в Виндзорском замке, назвав её истинной женой короля Генриха.

## Анна Клевская

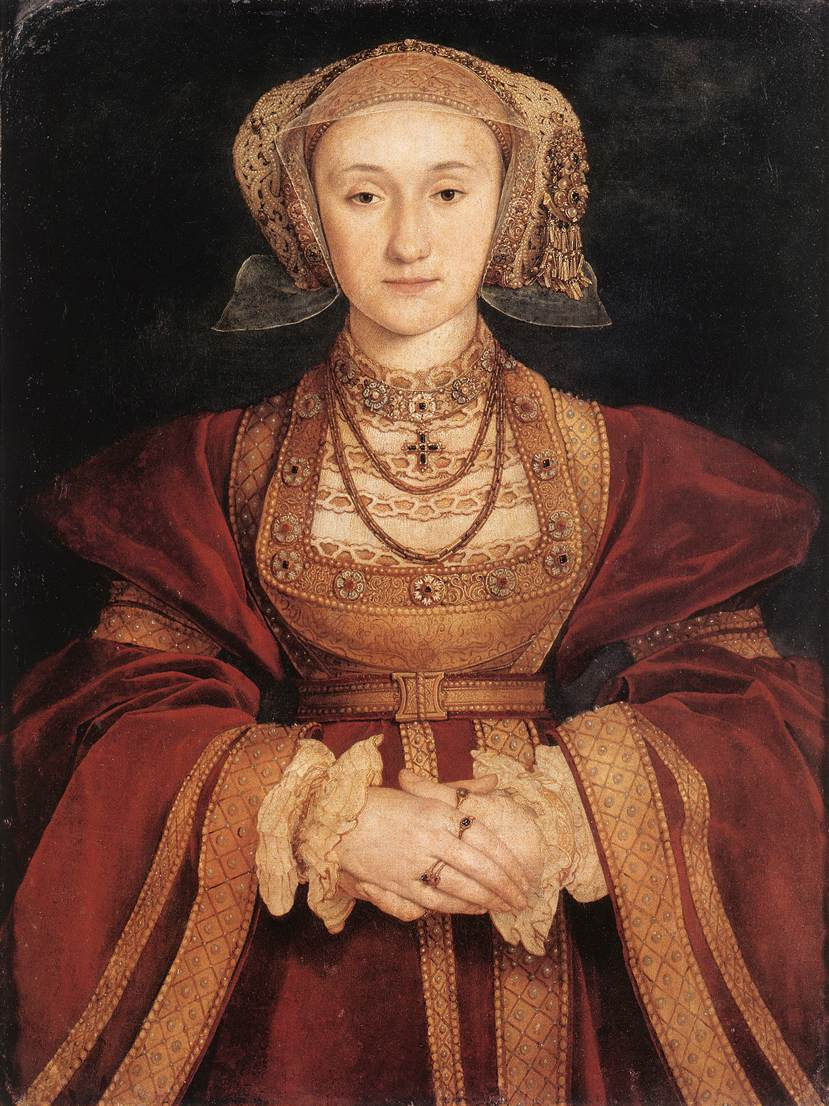
Анна Клевская

Анна Клевская (22 сентября 1515 — 16 июля 1557) была немецкой принцессой, четвёртой женой Генриха, хотя и не коронованной. Они были вместе всего полгода, с 6 января по 12 июля 1540.
Портрет Анны Клевской был написан Гансом Гольбейном и отправлен королю Генриху на оценку его будущей жены. Её брат не позволял Гольбейну рисовать, глядя прямо на лица Анны и её младшей сестры, поэтому им приходилось носить вуали во время рисования. Генрих влюбился и хотел, чтобы её отправили к нему. Когда она приехала, Генрих был разочарован. Он жаловался, что она совсем не похожа на свой портрет. Анна не сопротивлялась расторжению брака, заявив, что брак не был заключен. А Томас Кромвель был казнен 28 июля по причине того, что он также зарекомендовал Анну. Она пережила короля и всех его жен и умерла в старом поместье Челси 16 июля 1557 года; причиной её смерти был рак. Она была похоронена в Вестминстерском аббатстве 3 августа.

## Екатерина Говард

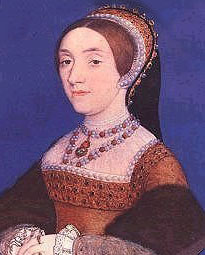
Екатерина Говард

Екатрина Говард (ок. 1522 — 13 февраля 1542), также её имя пишется как Кэтрин, была пятой женой Генриха в 1540—1542 гг. Она была дочерью лорда Эдмунда Говарда и Джойс Калпепер, двоюродной сестры Анны Болейн (второй жены Генриха VIII), троюродная сестра Джейн Сеймур (третья жена Генриха VIII) и племянница Томаса Говарда, 3-го герцога Норфолка. Она выросла в семье своей сводной бабушки Агнес Тилни, вдове и герцогини Норфолкской.
Её дядя Томас Говард был видным политиком при дворе Генриха, и он обеспечил ей место в доме четвёртой жены Генриха, Анны Клевской, где Екатерина привлекла внимание короля. Она вышла за него замуж 28 июля 1540 года во дворце Отлендс в Суррее, всего через 19 дней после расторжения его брака с Анной. Сообщается, что Екатерине тогда было всего 17, а Генриху уже было 49.
1 ноября 1541 года Генриху сообщили о её предполагаемой супружеской неверности с Томасом Калпепером, её дальним родственником. Екатерина была лишена титула королевы в том же месяце и обезглавлена в феврале 1542 по обвинению в измене за супружескую измену.

## Екатерина Парр

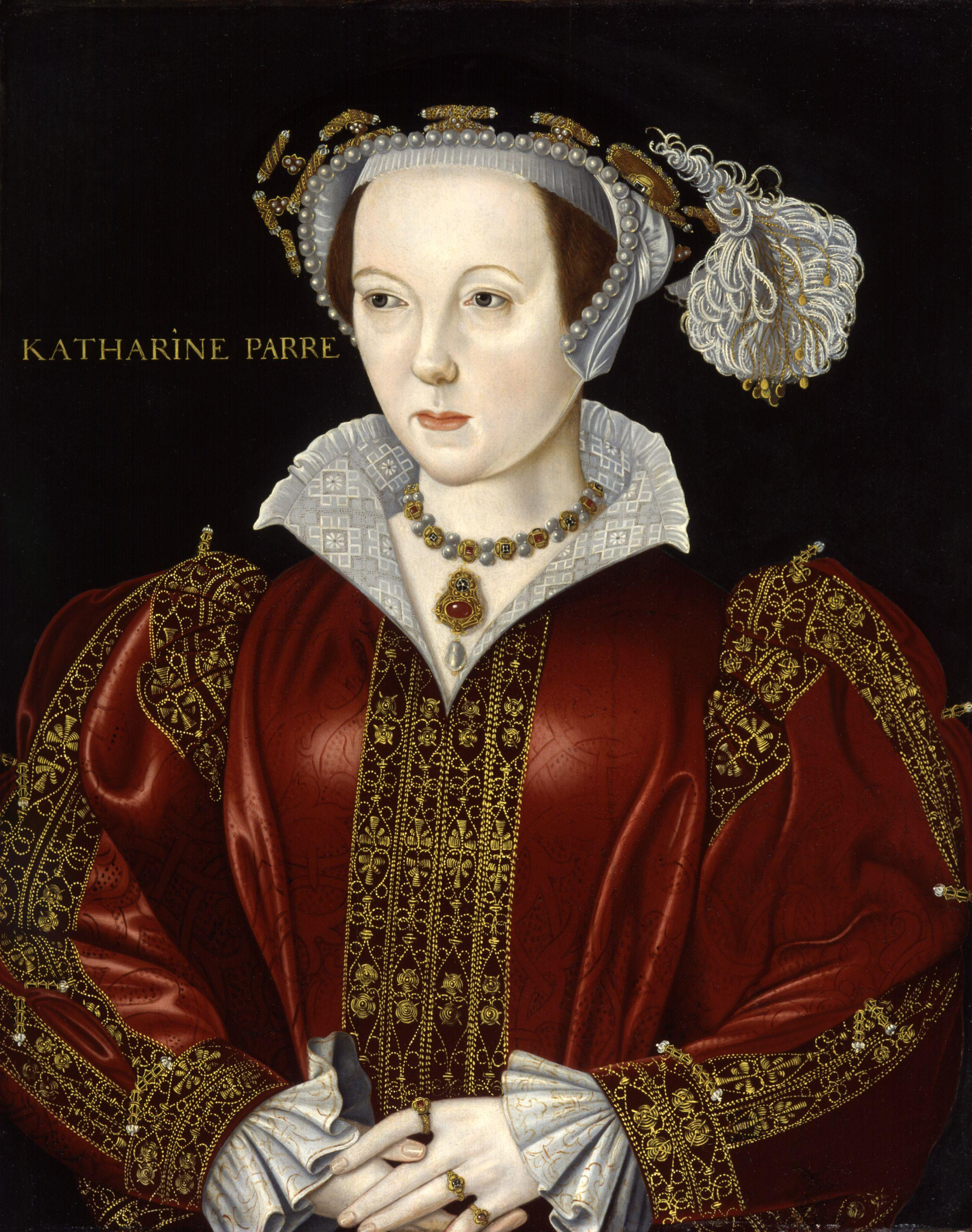
Екатерина Парр

Екатерина Парр (1512 — 5 сентября 1548), также имя пишется как Кэтрин, была шестой и последней женой Генриха VIII в 1543—1547 годах. Она была дочерью сэра Томаса Парра из Кендала и его жены Мод Грин. Через отца Екатерина была потомком Джона Гонта, сына короля Эдуарда III.
Екатерина была полна решимости представить королевский дом как сплоченный дом, чтобы продемонстрировать силу через единство оппозиции Генриха. Возможно, самым значительным достижением Екатерины было принятие Генрихом акта, подтверждающего правопреемство Марии и Елизаветы в наследовании престола, несмотря на то, что они оба стали незаконнорожденными в результате развода или повторного брака.
Екатерина также занимает особое место в истории, поскольку она была самой замужней королевой Англии, всего у неё было четыре мужа; Генрих был её третьим. Она дважды овдовела, прежде чем выйти замуж за Генриха. После смерти Генриха она вышла замуж за Томаса Сеймура, дядю Эдуарда VI, к которому она привязалась до брака с Генрихом. У неё был один ребёнок от Сеймура, Мария, и она умерла вскоре после родов. История леди Марии неизвестна, но считается, что она не пережила детства. Она похоронена в замке Садли в городе Уинчкомб.